# Municipio de Jilotzingo
El municipio de Jilotzingo (del náhuatl: xilo, tzin, co ‘diosa del maíz, 'partícula reverencial', en’‘ donde se venera a Xilonen’) es uno de los 125 municipios que conforman el estado de México y así también como de la Zona Metropolitana de la Ciudad de México, en el centro de la República Mexicana. 
El municipio de Jilotzingo es uno de los lugares más viejos de la zona, habitada por primera vez por los otomíes. Es una zona montañosa que tiene una riqueza maderera, sus manantiales, la fertilidad de sus cañadas y montes especiales para la crianza de ganado, una zona con mucha flora que enriquecen al municipio con sus bosques y una fauna que es más común en ganado, antes Santa María Mazatla era conocido por sus venados que habitaban en aquel pueblo pero con el paso del tiempo fueron desapareciendo. La zona tiene varios lugares boscosos que se pueden visitar conociendo su fauna y flora.

## Localización
Los terrenos que ocupa el municipio de Jilotzingo, se ubican hacia el noreste de la capital del Estado de México y hacia el oeste de la Ciudad de México, ocupando la parte más alta y agreste de Monte Alto, lo cual es la cadena montañosa que continúa hacia el norte y que forma la Sierra de las Cruces.

## Demografía

### Población
Según el Censo de Población y Vivienda, llevado a cabo por el Instituto Nacional de Estadística y Geografía (INEGI) en 2010, el municipio de Jilotzingo tenía hasta ese año un total de 17,970 habitantes. De los cuales 8,864 eran hombres y 9,106 eran mujeres.

### Localidades

Santa Ana Jilotzingo.

El municipio de Jilotzingo está integrado por 24 localidades, donde sólo dos —sin incluir a la población cabecera—, superan los 2.500 habitantes. Las principales, considerando su población según el Conteo 2005, son las siguientes:
- San Luis Ayucan. Es el pueblo que más habitantes tiene a nivel municipal se divide en cinco barrios: Barrio Dongu, Barrio Encido, Barrio Endonica, Barrio Grande y Barrio Monfi.

- Santa María Mazatla. Está constituido por algunos barrios los más importantes que son: Barrio Bajo, El Calvario, Dangu, San Jose (Las Manzanas) y Los Cedros. EL municipio se encuentra al noreste de la capital, se localiza sobre Sierra de Monte Alto, en su mayoría de tiempo en el año el clima es húmedo, con una vegetación muy verde predominante por sus encinares, oyametales y ocotales. Su población es de escasos 19.000 habitantes aproximadamente algunos de sus pobladores sabemos por tradición que este era un lugar de paso para las colonias otomies de la parte alta de Toluca, Ixtlahuaca y Atlacomulco, ya que era la ruta más cercana a capital (Toluca), de ahí las leyendas de tesoros en la región por los salteadores de caminos.

| Localidad            | Población |
| Total Municipio      | 13.825    |
| San Luis Ayucan      | 3.157     |
| Santa María Mazatla  | 2.627     |
| Barrio de Encido     | 1.092     |
| Santa Ana Jilotzingo | 914       |
| San Miguel Tecpan    | 757       |
| Espíritu Santo       | 613       |

### División política
Según el Artículo 9º del Bando Municipal, el municipio tiene la siguiente división territorial: 5 pueblos, 7 núcleos de población lejano de los centros denominados barrios, 3 ejidos, 4 bienes comunales y 3 ranchos.[cita requerida]

## Geografía

### Orografía
En general los terrenos municipales adoptan la forma de un plano inclinado teniendo la parte más baja en el lado oriente en las inmediaciones con los límites con los municipios de Atizapán de Zaragoza y Naucalpan de Juárez con una altura de 2400 metros y la parte más alta con rumbo al poniente, en los límites con el municipio de Otzolotepec, ahí las montañas alcanzan alturas hasta de 3600 metros.

### Hidrografía
El arroyo más importante de la región es el llamado Río de Santa Ana que posteriormente se convierte en el llamado Río la Colmena que se inicia en las propiedades de Santa Ana, penetra al municipio de Atizapán, luego pasa al de Nicolás Romero e incrementa el caudal del Río Cuautitlán.

## Flora y fauna

### Flora
En el municipio se localizan algunas variedades de pino y ocote, hay también fresno, cedro, cedro gigante, sauce, trueno, encino, oyamel, madroño, aile, arbustos jarilla, teposan y garambullo.
Los frutales propios de las regiones frías se desarrollan y producen muy bien en este rumbo;como algunas variedades de peron, manzana, tejocote, ciruelo, chabacano y durazno cemarron.
Dentro de la rama de la planta y hierbas alcanzan un buen desarrollo las siguientes maíz, frijol, chicharo, haba, epazote, chilacayote, cebada, trigo y calabaza (la flora de Jilotzingo tiene un gran variedad de plantas, es un lugar lleno de variedades diferentes de árboles, hay manantiales de donde nace el agua desde la tierra).
Luis Alberto Mata Medina, habitante del municipio, hace mención que la flora así como la fauna se están perdiendo a causa del mal cuidado de ellas, debido a la forma tan descuidada de tirar basura, el mal uso de los recursos naturales como el  desperdicio de agua y la contaminación de esta, la tala deliberada de árboles con fines personales. Sin pensar que afecta a muchas especies de animales y plantas.

### Fauna
La fauna es escasa aunque en tiempos no muy lejanos,  en los montes de jilotzingo existieron hasta venados. Actualmente se ven reducida a las especies domésticas y a unas poquísimas en estado salvaje como: conejo, hurón, tusa, cacomixtle, ratón, ardilla, liebre, camaleón, lagartija, víbora, armadillo, ranas, sapos, acociles,  tlacuache y murciélago.
- Entre las aves podemos citar: lechuza, gavilán, cardenal y palomas.
- Insectos: libélula, grillo, mariposa, escarabajo, luciérnaga, arañas y escorpión.

## Tradiciones

Parroquia de Santa Ana.

En Jilotzingo hay tradiciones muy particulares de este mismo.
En el poblado de San Luis Ayucan en Semana Santa se utiliza la vestimenta tradicional para las personas como el color rojo representando al demonio, se ponen máscaras y andan con un látigo que llaman chicote, y son muy bromistas el Sábado de Gloria ya que mojan a la gente.